# L'Urdema Carta/Chella d"o terzo piano
L'Urdema Carta/Chella d"o terzo piano è un singolo di Mario Merola pubblicato nel 1970.

## Storia
Il disco, che contiene due cover di brani, è un 45 giri inciso da Mario Merola.

## Tracce
Lato A
- L'Urdema Carta (De Crescenzo - Solimando - Fiore)

Lato B
- Chella d"o terzo piano (Gennaro Blasio - Corrado Della Gatta)

## Incisioni
Il singolo fu inciso su 45 giri, con marchio Hello (HR 9034).